# Карно, Сади (политик)
Сади́ Карно́, полное имя Мари́ Франсуа́ Сади́ Карно́ (фр. Marie François Sadi Carnot; 11 августа 1837, Лимож — 24 июня 1894, Лион) — французский инженер и политический деятель, 5-й президент Франции (1887—1894).
Внук генерала Лазара Карно и племянник знаменитого физика Сади Карно, в честь которого получил редкое имя. Отец, Ипполит Лазар Карно, был политиком. Сын Жан Карно был бизнесменом.

## Инженерная деятельность

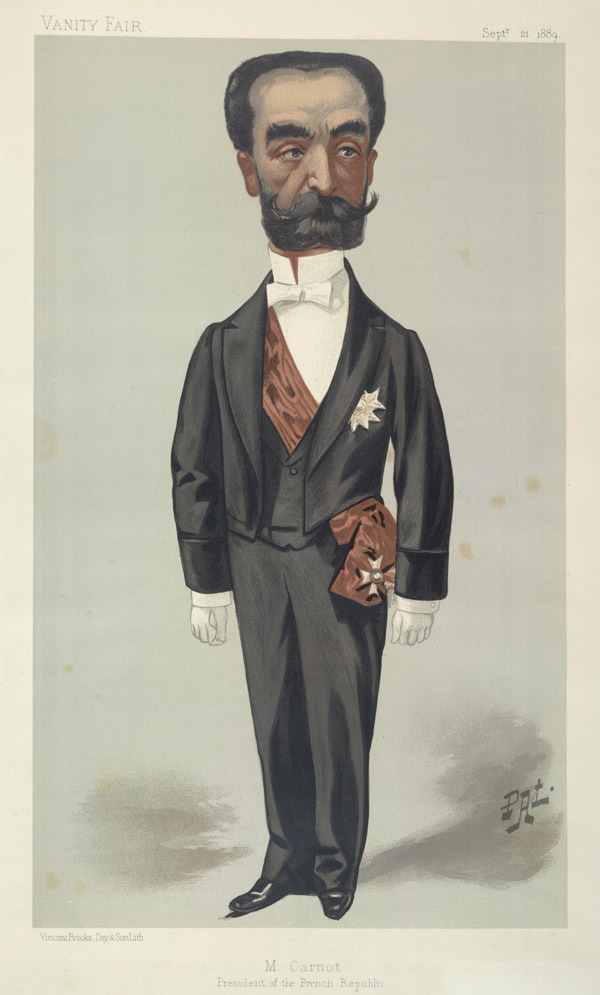
Карикатура на Карно работы Жана де Палеолога

Получив образование в лицее Кондорсе, Политехнической школе и Школе путей сообщения, Карно был командирован в Верхнюю Савойю для заведования общественными работами в этой незадолго перед тем присоединённой к Франции провинции. Во время войны 1870 года Карно предложил свои услуги временному правительству и представил ему модель усовершенствованной им митральезы. Гамбетта рекомендовал Карно Фрейсине, при котором он состоял до 13 января 1871 года, когда Гамбетта назначил его префектом Нижней Сены и чрезвычайным комиссаром республики в департаментах Нижней Сены, Эры и Кальвадоса. Положение дел приняло в этой местности тревожный характер: прусские войска овладели Руаном и угрожали Дьепу и Гавру. Карно вместе с генералом Луазелем энергично занялся подготовкой защиты Гавра и составил план фортификаций, который получил одобрение специалистов. Когда министров-сторонников продолжения войны сменило правительство Жюля Симона, желавшее немедленного заключения мира, Карно, убежденный в необходимости бороться до последней крайности, ушёл в отставку.

## Начало политической деятельности
На выборах 8 февраля 1871 года он был избран от департамента Кот-д’Ор в национальное собрание. При голосовании Франкфуртского договора он подал голос против него и был одним из 107 членов собрания, отказавшихся санкционировать уступку Эльзаса и Лотарингии. Карно вступил в состав республиканской левой и был одним из секретарей этой группы. В 1873 году он был избран членом комиссии для поверки исполнения бюджета 1869 года, последнего при Империи. Начиная с 1871 года, Карно был постоянно избираем членом Генерального совета в своем родном департаменте. Избранный в 1876 году членом палаты депутатов, Карно в 1876 и 1877 годах состоял членом бюджетной комиссии и был докладчиком бюджета публичных работ. В эпоху кризиса, начавшегося 16 мая 1877 года, Карно участвовал в манифесте левых групп палаты и вотировал недоверие кабинету Брольи-Фурту в составе 363.

## В правительстве
Будучи снова избран депутатом на выборах 1877 года, Карно в августе 1878 года был назначен заместителем министра публичных работ, а в сентябре 1880 году получил портфель этого министерства в кабинете Ферри и сохранял его до ноября 1881 года. В 1883 году Карно избран председателем бюджетной комиссии; в 1883—1885 годах палата избирала его одним из вице-президентов. При образовании в апреле 1885 года кабинета Бриссона Карно вверен был портфель министерства публичных работ, но вскоре ему пришлось заменить Кламажерана на посту министра финансов, который он сохранил и в следующем кабинете, Фрейсине. Безукоризненно честный, прямой и искренний, Карно вопреки примеру своих предшественников не остановился перед изображением истинного состояния финансов, открыто заявил о дефиците и о необходимости покрытия его частью путём сбережений, частью при посредстве займа. Однако составленный Карно бюджет на 1887 год встретил сильные возражения и не был утверждён парламентом, вследствие чего Карно вышел в отставку; но это нимало не поколебало высокого положения Карно в глазах парламентского большинства, которое, ценя прямоту и твердость его, не замедлило вновь избрать его председателем бюджетной комиссии.

## Избрание президентом

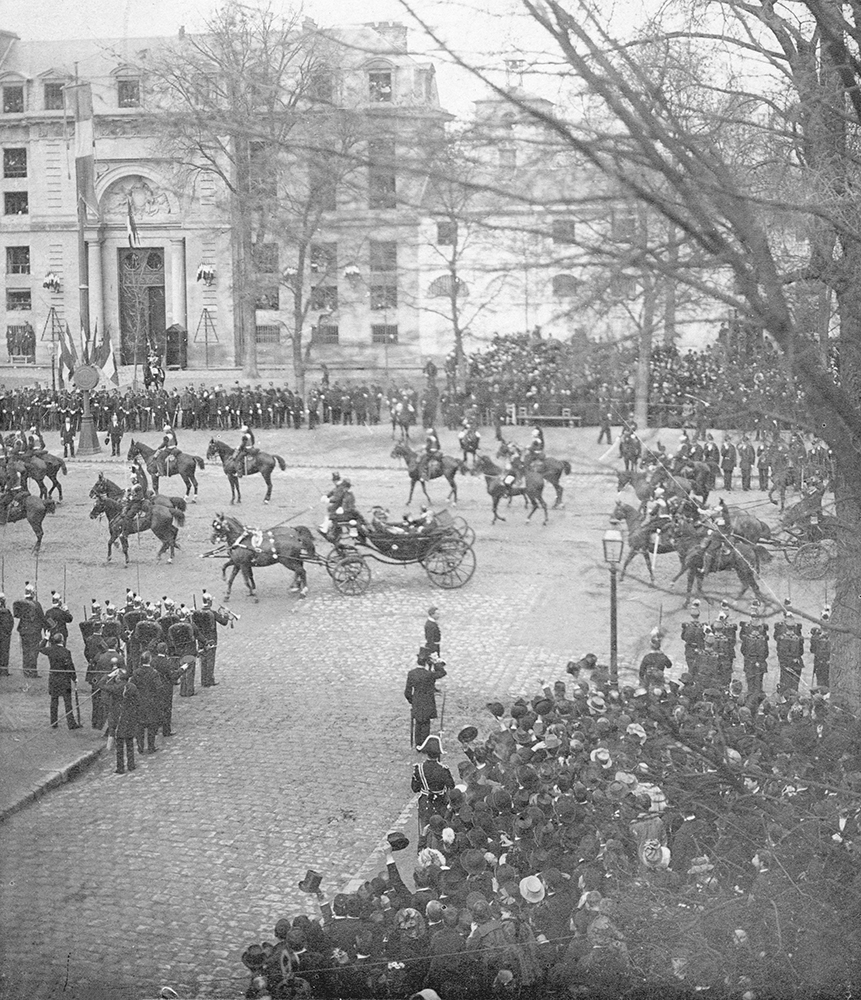
Прибытие Сади Карно в Версаль на празднование столетия открытия Генеральных штатов, 5 мая 1889 года

В заседании палаты 5 ноября 1887 года обсуждался вопрос о назначении комиссии для расследования скандальных фактов, с которыми были связаны лица, близкие к президенту республики Греви. Между прочим зашла речь о возвращении по желанию Греви его личному другу Дрейфюсу пошлин, взысканных с него (75 000 франков) казною. Не одобряя этого распоряжения, сделанного преемником Карно по министерству финансов, Рувье заявил, что когда просьба о возвращении пошлин была обращена к Карно, то он отказался исполнить её, несмотря на то, что она находила влиятельную поддержку. Заявление это было встречено шумными знаками сочувствия на всех скамьях палаты. Этот случай имел решающее значение для возникновения кандидатуры Карно на президентских выборах. Ввиду непримиримого разногласия республиканцев по отношению к главным кандидатам в президенты — Ферри, Фрейсине, Флоке и Бриссону, — возникла мысль об избрании такого лица, которое могло бы объединить представителей разных групп. Сторонники этого мнения остановились на Карно, как на деятеле с безупречною репутацией и притом с именем, с которым связаны традиции, драгоценные для республиканской Франции. Когда за два дня до заседания конгресса к Карно явилось трое представителей некоторых групп сената и палаты с предложением кандидатуры, Карно сказал: «я знаю, что нужен кандидат, который объединил бы на конгрессе не менее 500 республиканских голосов. Если избиратели полагают, что я могу явиться этим кандидатом, я не уклонюсь и употреблю все усилия, чтобы оказаться на высоте столь великой задачи. Но я не сделаю ни одного шага для того, чтобы добиваться успеха». 3 декабря 1887 года происходило собрание конгресса для выбора президента. На первом голосовании из 849 голосов за Карно было подано 303, за Ферри — 212, за генерала Соссье — 148, за Фрейсине — 76, за генерала Аппера — 72, за Бриссона — 26, за Флоке — 5. На втором голосовании огромное большинство республиканцев соединилось на имени Карно, который и получил 616 голосов (из предшественников Карно только Тьер получил большее число голосов, на выборах 1871 года, когда он был выбран национальным собранием почти единогласно; Мак-Магон в 1873 году получил всего 390 голосов, Греви в 1879 году — 563 голосов, а в 1885 году — 457; преемник Карно, Казимир-Перье, получил 451 голос, Феликс Фор — 428 голосов).

## Во главе государства

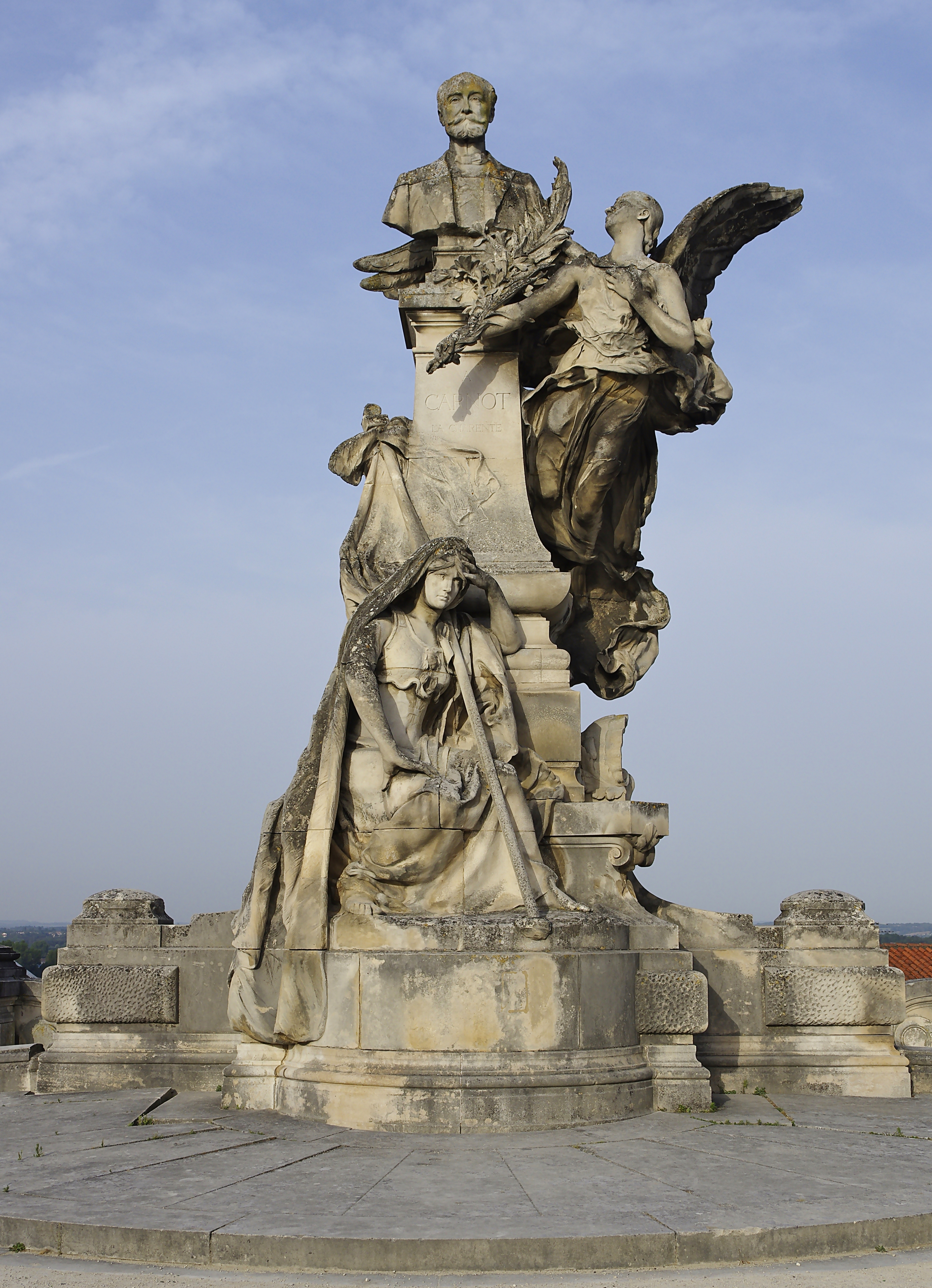
Памятник Карно работы Рауля Верле в Ангулеме, Франция, 1897

Семь лет президентства Карно заняли видное место в истории Третьей республики. В области внутренней политики они характеризуются упрочением республиканского строя. Брожение враждебных республике элементов, поднявших голову в эпоху (1888—1889) Буланже и буланжизма, довольно быстро улеглось, и конечная его неудача сделала республику ещё более популярной в глазах населения. Косвенным, но важным подтверждением этому служит то, что прочность республики нимало не поколебали даже такие неблагоприятные события, как «панамские скандалы» (1892—1893 годы) и заметная волна анархизма (1893) — события, которые при других условиях могли бы привести к системному кризису.
В области внешней политики годы президентства Карно ознаменовались поднятием международного значения и престижа Франции, которое выразилось, главным образом, в выходе её из прежнего изолированного положения и в тесном сближении с Россией (франко-русский союз), закреплённом демонстративным посещением французской эскадрой Кронштадта (1891) и ответным визитом русской эскадры в Тулон (1893). Личное влияние Карно на ход внутренней и внешней политики ограничивалось законными рамками той роли, какую конституция Французской республики уделяла президенту; но в пределах этой роли Карно в высокой степени добросовестно выполнял свои обязанности и достойно представлял республику перед французским народом и Европой. В противоположность Греви, редко выходившему из своей замкнутости, Карно охотно принимал активное участие в общественной жизни страны: присутствовал на публичных торжествах, поддерживал общественно-полезные предприятия, оказывал содействие населению во время бедствий, часто предпринимал поездки в различные части Франции. Будучи убеждённым республиканцем, Карно держался вне активной борьбы партий и движений, стараясь играть среди них роль посредника.

## Убийство Карно

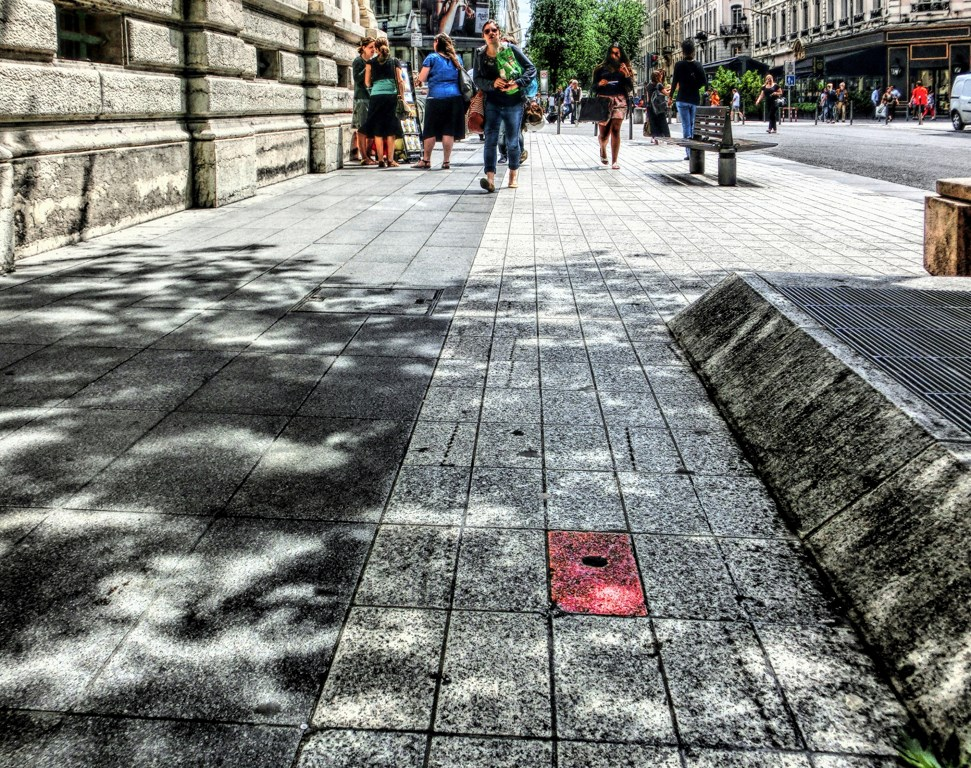
Место убийства Сади Карно на улице Репюблик в Лионе

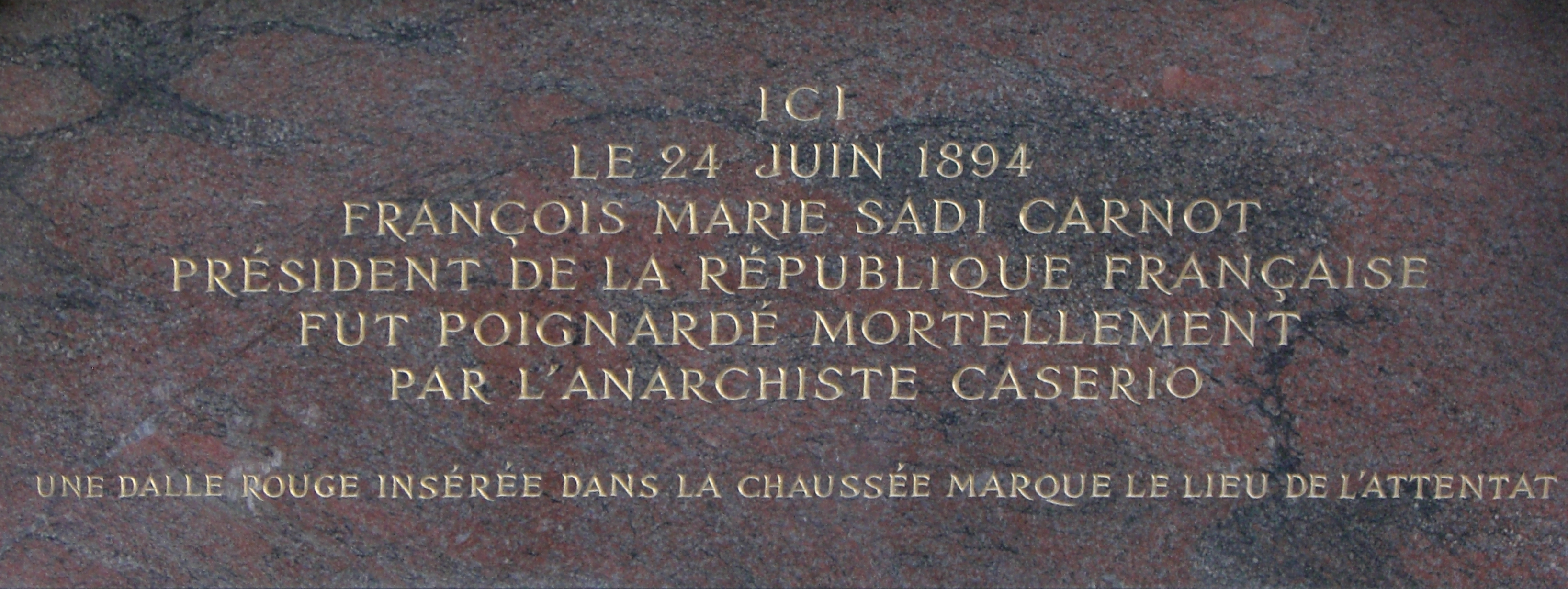
Мемориальная доска на месте убийства

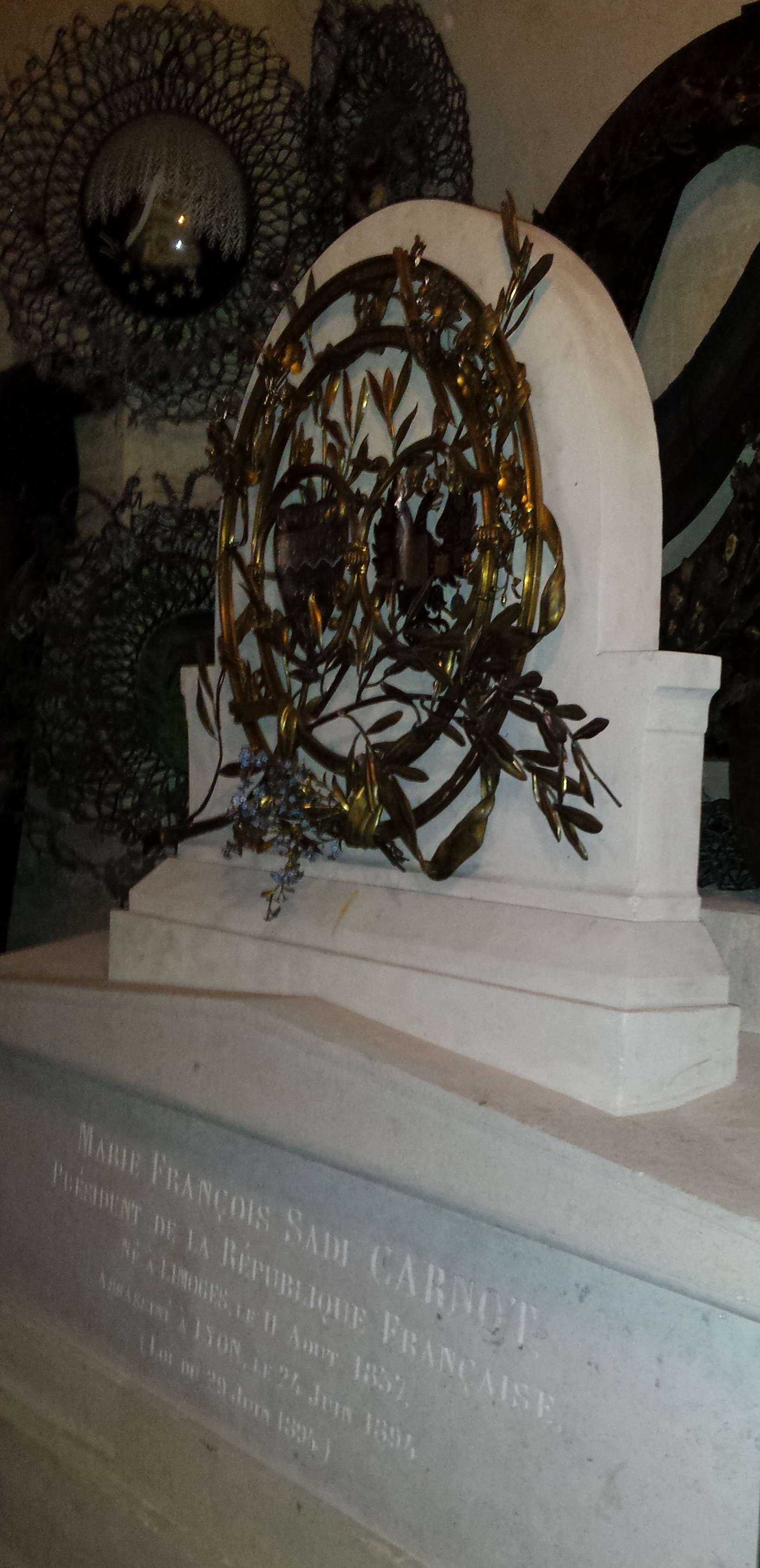
Могила Сади Карно в Парижском пантеоне

Популярность Карно получила наглядное выражение в тех знаках печали и сочувствия, которые вызвала его трагическая смерть. 24 июня 1894 года после произнесения приветственной речи на Всемирной, международной и колониальной выставке в Лионе Сади Карно было нанесено смертельное ножевое ранение итальянским анархистом Санте Казерио. Ночью президент скончался. Карно были устроены торжественные похороны на государственный счет, и тело его похоронено в Пантеоне. Карно умер за несколько месяцев перед истечением срока его полномочий, который наступал 3 декабря 1894 года. Несмотря на большие шансы быть снова избранным, Карно, по-видимому, принял решение не выставлять свою кандидатуру, находя, что вторичное избрание того же лица президентом республики не соответствует духу демократических учреждений Франции.
Карно прожил самую короткую жизнь среди всех президентов Франции: она трагически оборвалась на 57-м году.